# Open 13 1998 - Qualificazioni doppio
Le qualificazioni del doppio  dell'Open 13 1998 sono state un torneo di tennis preliminare per accedere alla fase finale della manifestazione. I vincitori dell'ultimo turno sono entrati di diritto nel tabellone principale. In caso di ritiro di uno o più giocatori aventi diritto a questi sono subentrati i lucky loser, ossia i giocatori che hanno perso nell'ultimo turno ma che avevano una classifica più alta rispetto agli altri partecipanti che avevano comunque perso nel turno finale.
Le qualificazioni del doppio del torneo Open 13 1998 prevedevano 4 coppie partecipanti di cui una è entrata nel tabellone principale.

## Teste di serie
1. Clinton Ferreira /  Tomas Nydahl (primo turno)

1. Álex López Morón /  Albert Portas (primo turno)

## Qualificati
1. Jean-François Bachelot  /   Jean-Michel Péquery

## Tabellone

### Legenda
| - Q = Qualificato - WC = Wild card - LL = Lucky loser | - ALT = Alternate - SE = Special Exempt - PR = Protected Ranking | - w/o = Walkover - r = Ritirato - d = Squalificato |

|  | Primo turno | Primo turno                                | Primo turno                   | Primo turno | Primo turno |  |  | Ultimo turno                               | Ultimo turno                               | Ultimo turno | Ultimo turno | Ultimo turno |  |
|  |             |                                            |                               |             |             |  |  |                                            |                                            |              |              |              |  |
|  |             | Régis Lavergne David Nainkin               | Régis Lavergne David Nainkin  | 6           | 7           |  |  |                                            |                                            |              |              |              |  |
|  | 1           | Clinton Ferreira Tomas Nydahl              | Clinton Ferreira Tomas Nydahl | 2           | 6           |  |  | Régis Lavergne David Nainkin               | Régis Lavergne David Nainkin               | 4            | 6            | 6            |  |
|  |             | Jean-François Bachelot Jean-Michel Péquery | 6                             | 5           | 6           |  |  | Jean-François Bachelot Jean-Michel Péquery | Jean-François Bachelot Jean-Michel Péquery | 6            | 1            | 7            |  |
|  | 2           | Álex López Morón Albert Portas             | 4                             | 7           | 2           |  |  |                                            |                                            |              |              |              |  |